# Grão Mogol
Grão Mogol es un municipio histórico brasilero del estado de Minas Gerais. 

## Historia
La Sierra de Santo Antônio del Itacambiraçu, actual Grão Mogol, antiguo poblado de la Comarca del Serro Frío, tuvo su origen relacionada con la explotación de diamantes a finales del siglo XVIII. En el año de 1840, fue elevada a Villa Provincial y en el mismo año fue transformado en Distrito y en 1858, Grão Mogol recibió la categoría de ciudad.

### Hidrografía
- Río Itacambiraçu

### Carreteras
- MG-307
- BR-251

## Administración
- Prefeito: Diêgo Antonio Braga Fagundes

## Población
Su población en 2010 era de 15.024 habitantes.